# 隐言经

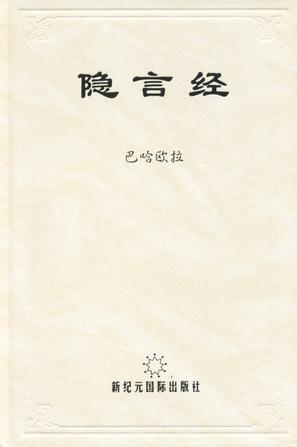
中文隐言经书影

《隐言经》(Kalimát-i-Maknúnih, کلمات مکنونه或the Hidden Words）是1857年左右巴哈欧拉，巴哈伊信仰的创立者于巴格达写就的一本散文诗风格的圣典。本书部分由阿拉伯语写成，部分由波斯语写就。
《隐言经》由一系列短的散文诗体的文字构成，71节是阿拉伯语，82节是波斯语。巴哈欧拉称，《隐言经》是取了灵性真理的基本本质，将其用简洁的语言表述出来。阿博都·巴哈，巴哈欧拉之子，告诫巴哈伊信徒，要日夜诵读隐言经，将其隐藏的智慧践行到每日的生活中去。他还说隐言经是「神圣隐秘的宝藏」，当人冥思它的内容时，「神秘之门将会开启」。

## 历史
什叶派穆斯林有个传统叫「穆沙夫的法蒂玛」，讲述了法蒂玛在她的父亲，穆罕默德去世以后的事。这个传统故事有多个版本，但共有的一点是，天使吉卜利勒显现，安慰了她，并且告诉她一些事，她记录在了一本书中。根据其中一个版本，这些是预言。这本书如果有具体存在过的话，现在已经失传了，被认为在末日时，会由马赫迪带来。
巴哈伊们相信，巴哈欧拉启示《隐言经》，是这个传统预言的实现。确实，巴哈欧拉最初把本书命名为「法蒂玛之书」，尽管后来他把书名改成现在的版本。这种「实现」也和巴哈伊们认为所有宗教的末日必须从神秘意义和形而上学角度去理解的信仰吻合。这使得巴哈伊理解的吉卜利勒启示给法蒂玛的内容和什叶派理解的存在冲突。

## 文本
《隐言经》的文本可以分为两部分，上卷为阿拉伯语卷，下卷为波斯文卷，分别由71段和82段短文构成。
每篇短文都由一句呼唤起头，这句往往在多篇中重复。常见的起首句有如「灵性之子啊！」，「人之子啊！」，「存在之子啊！」。巴哈伊祈祷文是以人作为第一人称写作的，读者能感觉到他们正在与上帝对话；而《隐言经》是以上帝为第一人称写作的，因而读者感觉上帝正在对自己说话。

### 引言
巴哈欧拉启示的阿拉伯语引言如下：
祂是荣耀中的最荣耀者

本经自那荣耀之境降世，
由那权能之舌宣说，
曾启示给以往的先知。
我取其内在精华，
赋予其简洁形式，
当作天恩标志，
赐予正直之士。
使他们信守上帝圣约，
毕生努力履行祂的嘱托，

在精神世界获取圣德之宝石。

### 正文范例

#### 上卷
1. 灵性之子啊！
我首要的忠告是：
拥有一颗纯洁、仁慈和意气风发的心！
亘古、永恒与生生不灭的王国就属于你！
11. 存在之子啊！
你是我的灯，
我的光就在你心头，
从中获取你的荣光。
我使你生而富有，
我给你恩泽丰厚。
除我之外，
别再他求！
43. 存在之子啊！
你若在我的土地上念起我，
我会在我的天堂里记住你，
你我的眼睛也会欣然相视。

#### 下卷
4. 正义之子啊！
除了至爱者的领地，
恋人还能去到哪里？
抛开内心的渴求，
追寻者还能找到怎样的安适？
对真爱者来说，
团聚便生，
分离则死。
他胸中没有耐性，
他内心无法平静。
他要赶赴那至爱者的居所，
哪怕舍弃千万次生命！
36. 尘土之子啊！
智者，
有了聆听者才会开口。
好像那斟酒人，
见着寻酒者才会奉上酒杯；
好像那恋人，
看到所爱者的美才会由衷呼唤。
所以，
要把智慧与知识的种子，
播种在心灵的净土，
将它们隐藏起来，
直到那神圣智慧的风信子，
从心田而非泥淖里破土而出！

### 结束语
在最后一段短文结束后，巴哈欧拉写作的结束语是：
那新娘，婀娜而神秘，
在宣示之面纱后藏匿，
如今，凭上帝的恩宠和仁慈。
已如敬爱者之圣美光彩现世！
朋友，我作证：
这恩典是完全的，
这论辩是圆满的，
这论证是清楚的，
这证据是成立的。
神圣之恩惠充分赐予了你，
赐予了天堂与世间的人士，
就看你们在那超脱之道上怎样努力！

赞美归于万千世界之主宰——上帝！

### 引用
1. 1 2 3  巴哈欧拉. . 李绍白譯. 新纪元国际出版社. 2009: 1  [2012-04-06]. ISBN  978-99937-20-74-4. （原始内容存档于2012-08-06）.我取其内在精华，赋予其简洁形式，当作天恩标志，赐予正直之士。
2. ↑  .   [2012-04-06]. （原始内容存档于2013-06-05）.
3. ↑  .   [2012-04-06]. （原始内容存档于2020-05-16）.